# 925
Évszázadok: 9. század – 10. század – 11. század
Évtizedek: 870-es évek – 880-as évek – 890-es évek – 900-as évek – 910-es évek – 920-as évek – 930-as évek – 940-es évek – 950-es évek – 960-as évek – 970-es évek
Évek: 920 – 921 – 922 – 923 –  924 – 925 – 926 – 927 – 928 – 929 – 930

## Események

### Európa
- Tomislav horvát fejedelmet királlyá koronázzák. X. János pápa elismeri királyi címét.
- I. Vencel cseh fejedelem nagykorúvá válik és száműzi anyját, Drahomírát, aki megölette nagyanyját, Ludmilát.
- Madarász Henrik német király megszállja Lotaringiát és Giselbert herceg hűséget esküszik neki.
- Észak-Itáliában az előző évben meggyilkolt Berengár király hívei Hugó herceget (Vak Lajos provence-i király régensét) választják meg királyuknak.
- Leprában meghal II. Fruela, Asztúria, León és Galicia királya. Utódja hivatalosan púpos fia, Alfonso Fróilaz, de unokatestvérei (II. Ordoño fiai), Sancho, Alfonso és Ramiro fellázadnak ellene.
- Meghal I. Sancho Garcés, Pamplona királya. Utóda öccse, Jimeno Garcés.
- A wessexi nemesség is elfogadja Æthelstan utódlását, akit szeptemberben Kingston upon Thames-ben (Wessex és Mercia határán) angolszász királlyá koronáznak.
- Dzsafar ibn Ubajd fátimida hadvezér Szicílián telel, majd kifosztja az apuliai Oriát és 11 ezer foglyot elhurcolva visszahajózik Észak-Afrikába. A foglyok között van a későbbi híres zsidó orvos, a 12 éves Shabbetai Donnolo, akit rokonai kiváltanak.
- Meghal Nikolaosz Müsztikosz konstantinápolyi pátriárka. Utódja II. Sztephanosz.

### Észak-Afrika
- Maszala ibn Habusz kormányzó meggyilkolása után a marokkói berberek fellázadnak a fátimida uralom ellen. A zeneta törzs támadását Tahert ellen visszaverik ugyan, de a berberek szétverik az érkező fátimida erősítést.

### Kelet-Ázsia
- A kitan Liao-dinasztia császárának öccse, Jelü Tiela az ujgur írás alapján kidolgozza a kitan nyelv ún. kis írását.

## Születések
- Baszileiosz Lekapénosz, bizánci főminiszter, I. Rómanosz császár törvénytelen fia
- Bruno, kölni érsek, Madarász Henrik fia
- Judit, I. Henrik bajor herceg felesége
- I. Konrád, felső-burgundiai király
- Kvangdzsong, korjói király
- III. Ordoño, leóni király
- IV. Ordoño, leóni király
- Corveyi Widukind, szász történetíró

## Halálozások
- május 15. – Nikolaosz Müsztikosz, konstantinápolyi pátriárka
- december 10. – I. Sancho, pamplonai király
- Al-Rází, perzsa orvos
- II. Fruela, asztúriai és leóni király